# Mikuláš Illesházy
Mikuláš hrabě Illésházy de Illésháza (maďarsky Illésházai gróf Illésházy Miklós) (1653 – 10. září 1723 Vídeň) byl uherský šlechtic a politik. Za zásluhy předků byl již v roce 1678 povýšen na hraběte, poté zastával různé funkce ve správě Uherského království. Vlastnil rozsáhlé statky v Horních Uhrách (Trenčín) a také na Moravě (Vsetín). Jako přívrženec Habsburků nakonec zastával řadu let funkci uherského dvorského kancléře (1705–1723).

## Životopis

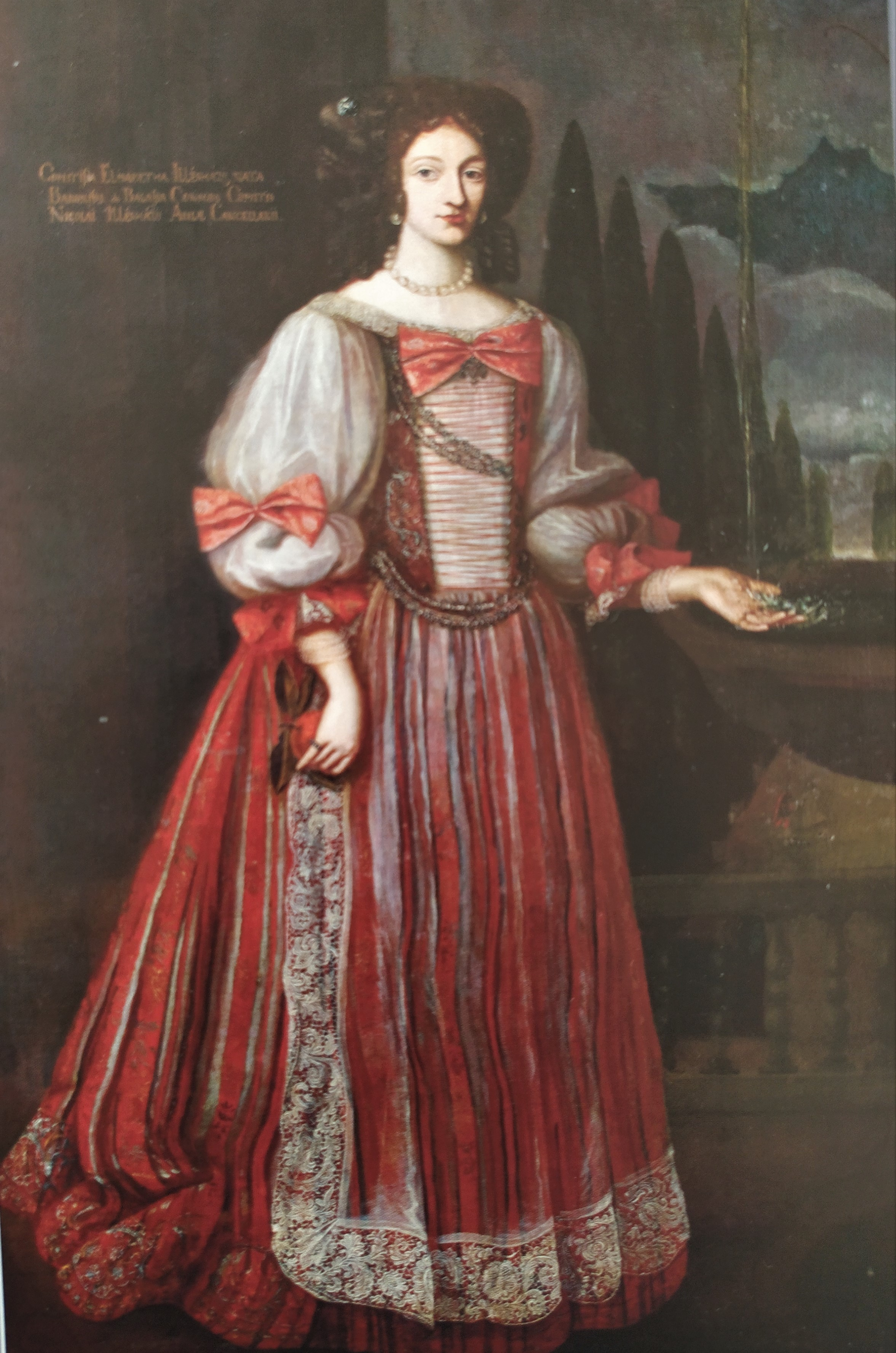
Mikulášova manželka Alžběta, rozená Balassová de Gyarmat

Pocházel z uherského šlechtického rodu Illésházyů, byl synem barona Františka Illésházyho (†1683) a jeho manželky Alžběty, rozené Sarkányové. Byl vychován pod dohledem svého strýce Jiřího Illésházyho (1625–1689) a byl předurčen převzít rodové statky obou rodových větví, prešpurské a trenčínské. Dětství strávil v Trenčíně, kde také studoval na gymnáziu. V roce 1678 získal dědičný titul hraběte, v roce 1679 byl potvrzen v dědičném úřadu trenčínského župana a od roku 1684 byl také županem Liptovské župy. Mezitím se v roce 1682 připojil k armádě a zúčastnil se války proti Turkům (v této válce v roce 1683 padl jeho otec). Následující léta věnoval hospodářské obnově rodového dědictví zatíženého vysokými dluhy. Po otci byl dědicem panství Rohovce a nejstaršího rodového majetku v Eliášovcích, který dal rodu jméno. Po strýci Jiřím zdědil Trenčín a statky na Moravě (Vsetín), dále vlastnil majetek v župě Fejér poblíž Pešti. Sňatkem získal polovinu panství Košeca.

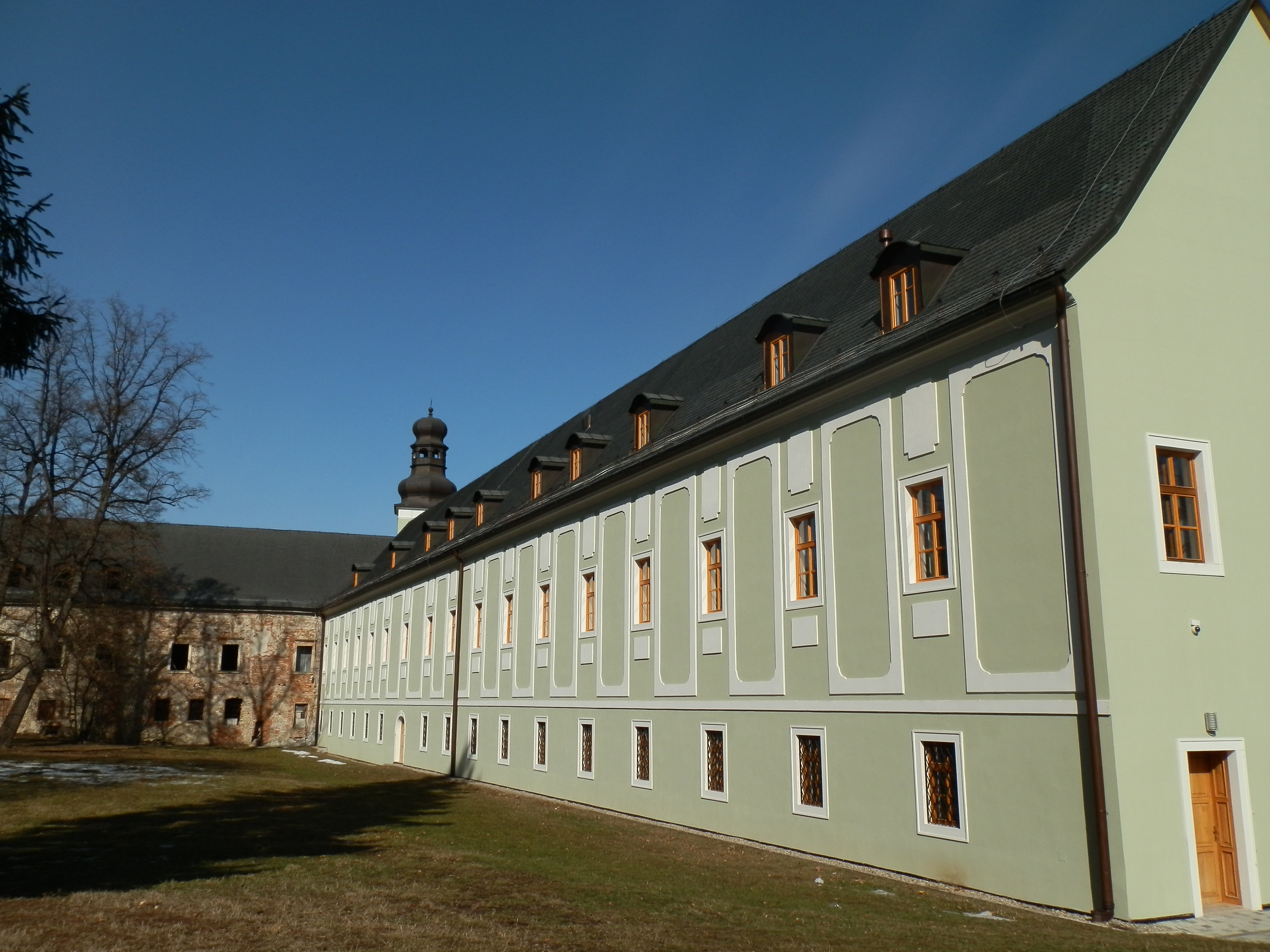
Zámek v Dubnici nad Váhom

Zatímco v generacích předků se Illésházyové několikrát dostali do konfliktu s Habsburky, Mikuláš z pragmatických důvodů zachovával k vládnoucí dynastii celoživotní loajalitu. Na územích spravovaných z titulu funkce župana prováděl rekatolizační politiku, ale nijak násilným způsobem. Během Rákócziho povstání zachoval věrnost Habsburkům, což jej pak přivedlo k vrcholu kariéry a v roce 1705 byl jmenován uherským dvorským kancléřem. V této funkci se aktivně zúčastnil politických jednání a v roce 1722 zajistil na uherském zemském sněmu přijetí pragmatické sankce, která zajišťovala dědičnost habsburských zemí v ženské linii (Marie Terezie). Zemřel ve Vídni 10. září 1723 ve věku sedmdesáti let a byl pohřben ve vídeňském františkánském kostele.
Proslul jako mecenáš katolické církve a umění. Na náměstí v Trenčíně nechal na vlastní náklady postavit sloup Nejsvětější Trojice, finančně podporoval také rekonstrukce nebo novostavby kostelů na svých panstvích, mimo jiné na Vsetínsku (Halenkov, Hovězí). Hlavním sídlem byl zámek v Dubnici nad Váhom postavený v 17. století, ale zcela zničený během Rákocziho povstání. Mikuláš Illésházy přistoupil k radikální barokní přestavbě, která pokračovala ještě několik let po jeho smrti (1719-1730). V této době byl areál zámku rozšířen o hospodářské budovy. Do dubnického zámku byly z trenčínského hradu převezeny bohaté umělecké sbírky, které byly díky tomu pečlivě zdokumentovány. Zasloužil se také o systematické budování lázní v Trenčianských Teplicích, kde mimo jiné nechal zrekonstruovat městský špitál.
Mikuláš Illésházy výborně ovládal slovenštinu a v tomto jazyce komunikoval se svými úředníky a poddanými.
Jeho manželkou byla Alžběta (Erzsebét) Balassová de Gyarmat, dědička poloviny košeckého panství. Sňatek uzavřeli v roce 1695 v Bratislavě a z jejich manželství se narodily dvě děti. Dcera Anna Marie (1696–1765) se provdala za hraběte Ladislava Erdödyho, syn Josef (1700–1766) byl dědicem rodového majetku a pokračoval v rodové kariéře ve službách Habsburků.